# Repetidor cel·lular

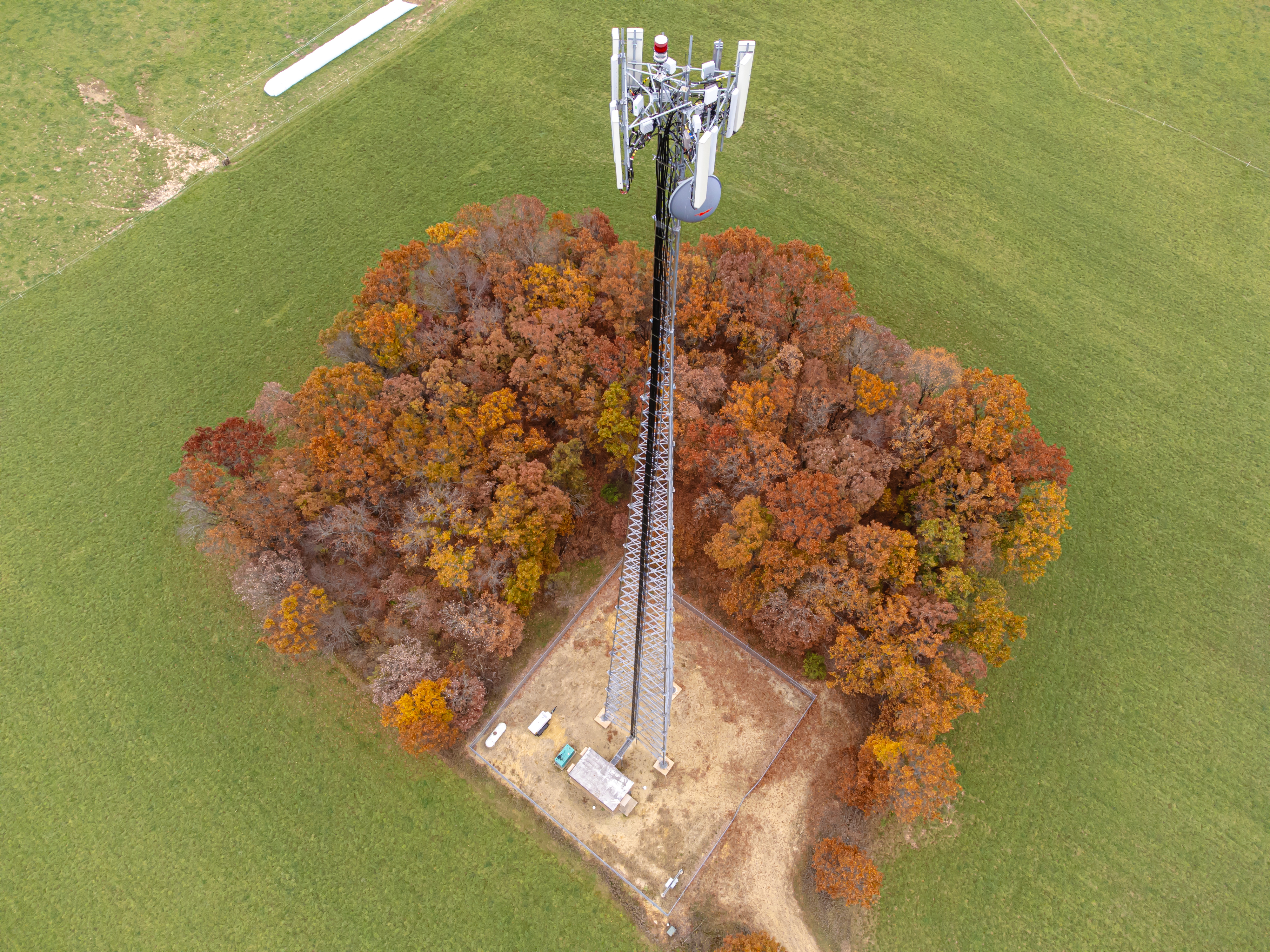
Repetidor cel·lular mig amagat

Un repetidor cel·lular o amplificador de senyal cel·lular sense fil, anomenat amplificador bidireccional (o BDA) en la indústria de telecomunicacions sense fils, és un dispositiu usat per aixecar el senyal de telèfons mòbils a l'àrea local amb l'ús d'una antena de recepció, un amplificador de senyal i una antena de redispersió interna. Són similars a les torres cel·lulars utilitzades pels proveïdors, però molt més petites, usualment per a l'ús sobre una sola construcció. Els repetidors moderns funcionen redispersant el senyal dins de la construcció. Aquests sistemes generalment usen una antena externa direccional per rebre millor el senyal, que és després transmesa a una unitat amplificadora que amplifica el senyal i la retransmet localment, provocant una millora significativa en la fortalesa del senyal. Els models més avançats ofereixen també accés a múltiples bandes de freqüència simultàniament, pel que són apropiats per a ús tant comercial com casolà. Altres avantatges dels repetidors inclou un increment en la durada de la vida de la bateria i un menor nivell d'emissions de radiació del telèfon (tots dos a causa de la menor potència requerida per transmetre el senyal a l'amplificador bidireccional, per la seva proximitat amb el dispositiu).

## Components típics

### Antena direccional externa
Encara que alguns dels models més econòmics no inclouen una antena direccional externa, és crucial per a proveir un guany significant en la fortalesa del senyal. Això es deu al fet que aquesta pot ser orientada i situada fora per proveir la millor senyal possible, usualment alineant amb la torre cel·lular més propera. Generalment com més gran sigui l'antena externa millor serà el senyal, encara que una petita correctament orientada pot proveir millor senyal que l'antena interna de qualsevol telèfon mòbil. Pot ser alineada per professionals o també es pot incloure un monitor de fortalesa de senyal per facilitar l'alineació.

### Antena de redispersió interna
Els millors sistemes generalment inclouen una antena interna monopol (encara que el tipus d'antena no està estandarditzat) per redispersar el senyal internament. L'avantatge d'usar una antena monopol és que el senyal no depèn de l'angle en què hi ha el telèfon en comparació amb l'alineació aèria

### Amplificador de senyal
Tots els models moderns inclouen un amplificador de senyal. Fins i tot els més econòmics per a ús casolà proveeixen al voltant de 30 decibels de guany i molt dels models més costosos lliuren més de 50 dB. Ha de ressaltar però, que l'escala amb la que són mesurats els decibels és logarítmica, el que vol dir que 30 dB representen un increment en el senyal de 1.000 vegades, i que les amplificacions majors de 50 dB seran inútils sense una molt bona i molt ben alineada antena. Això es deu a la dificultat de filtrar correctament el senyal del soroll de fons que serà amplificat de la mateixa manera, i el límit màxim de la potència de l'amplificador de senyal (típicament d'uns 5 dBm que són aproximadament 3.2 mW). El guany de potència es calcula amb la següent equació:
{\displaystyle \quad P_{\mathrm {dB} }=10\log _{10}\left({\frac {P}{P_{0}}}\right)\ }

### Interferències
Cal tenir en compte que és a Mèxic un delicte interferir en les freqüències assignades, així que una antena o amplificador mal instal·lat pot derivar en una demanda de l'empresa que té aquesta freqüència, per la qual cosa és molt important fer-ho correctament.